# Francesco Cusani
Francesco Cusani (Milano, 14 novembre 1802 – Carate Brianza, 12 dicembre 1879) è stato uno storico, scrittore e traduttore italiano.

## Biografia
Figlio del conte Carlo Cesare e dalla nobildonna Bianca Visconti, venne avviato agli studi al collegio di Gorla e poi al liceo di S. Alessandro in Milano, oggi Liceo classico Cesare Beccaria. Si laureò all'Università degli Studi di Pavia il 6 febbraio 1829 e iniziò l'attività di traduttore di dizionari e di romanzi, traducendo Walter Scott, James Fenimore Cooper e James Justinian Morier.
In un secondo momento, Cusani intraprese la traduzione di testi storici come la Condizione politica ed economica degli Stati Uniti d'America di Henry Brougham, gli Ultimi giorni di Pompei di Edward Bulwer Lytton e La peste di Milano del 1630 di Giuseppe Ripamonti.

## Opere
- La Dalmazia e le isole Jonie e la Grecia. Memorie storico statistiche, Milano, 1846-47.
- Venezia e le città venete nella primavera del 1848: narrazione e riflessioni, Milano, 1848.
- La lega lombarda giurata in Pontida – Descrizione coi discorsi pronunziati dal sacerdote Locatelli, Cesare Cantù, Francesco Cusani, Milano, 1848.
- La Sicilia: cenni geografico-storici per l'intelligenza della guerra attuale, Milano, 1860.
- Storia di Milano dall'origine ai nostri giorni e cenni storico-statistici sulle città e provincie lombarde, I-VIII, Milano, 1861-1884.